# The First Time (film 1952)
The First Time è un film del 1952 diretto da Frank Tashlin. Inizialmente nel ruolo del protagonista maschile avrebbe dovuto esserci Larry Parks che non poté partecipare perché iscritto alla Lista Nera in seguito all'audizione presso l'House Unamerican Activities Commettee in cui ammise di essere comunista, persistendo nel rifiuto di fornire dei nomi.

## Trama
Una giovane coppia di sposi in attesa del loro primo figlio vedono svanire tutto il loro entusiasmo quando si rendocono conto che tra pianti, notti insonni e poppate non c'è più un minuto di tempo libero.